# Хронология древней истории
Хронология древней истории — это исторические события во времени, задокументированного древнего прошлого с начала письменной истории вплоть до раннего средневековья.
| Тысячелетия: 4-е до н. э.: 3-е до н. э.: 2-е до н. э.: 1-е до н. э.: 1-е н. э. Века: XXXIV век до н. э. XXXIII до н. э.- XXXII до н. э.- XXXI до н. э.- XXX до н. э. XXIX до н. э. XXVIII до н. э. XXVII до н. э. - XXVI до н. э. - XXV до н. э. - XXIV до н. э. - XXIII до н. э. - XXII до н. э. - XXI до н. э. - XX до н. э. - XIX до н. э. - XVIII до н. э. - XVII до н. э. - XVI до н. э. - XV до н. э. - XIV до н. э. - XIII до н. э. - XII до н. э. - XI до н. э. - X до н. э. - IX до н. э. - VIII до н. э. - VII до н. э. - VI до н. э. - V до н. э. - IV до н. э - III до н. э. - II до н. э. - I до н. э.- I - II - III - IV V VI VII |

## Бронзовый век и ранний железный век
Для более ранних событий смотрите Геохронологическая шкала, Хронология раннего палеолита, Хронология среднего палеолита, Хронология позднего палеолита, Прошлые тысячелетия.
Бронзовый век относится к периоду человеческого культурного развития, когда самая продвинутая металлообработка (по крайней мере в систематическом и повсеместном использовании) включила способы выплавки меди и олова естественных обнажений, медных руд, а затем объединение этих руд для литья бронзы. Эти руды естественного происхождения обычно включают мышьяк в виде общих примесей. Медь/оловянные руды встречаются редко, о чём свидетельствует тот факт, что в Западной Азии не было оловяннистых бронз до 3000 года до нашей эры. В некоторых частях мира, медный век следует за неолитом и предшествует бронзовому веку.
Железный век был ступенью в развитии любого народа, в котором выделялись орудия труда и оружие, главным составляющим которых было железо. Принятие этого материала совпало с другими изменениями в некоторых прошлых обществах, часто включая различные сельскохозяйственные занятия, вероисповедные убеждения и художественные стили, хотя это не всегда так.
- 3200 до н. э.: Шумерская клинописная система письма[1]
- 3200 до н. э.: Кикладская цивилизация в Греции
- 3200 до н. э.: Культура Норте-Чико начинается в Перу
- 3200 до н. э.: Появление Протоэламской цивилизации в Иране
- 3100 до н. э.: Скара-Брей в Шотландии
- 3100 до н. э.: Первая династия правителей Древнего Египта
- c. 3000 до н. э.: Древнеегипетский календарь
- c. 3000 до н. э.: Начинается строительство Стоунхенджа. В первом исполнении он состоял из кольцевой канавы и вала с 56 деревянными столбами.[2]
- 3000 до н. э.: Кукутень-трипольская культура в Румынии и на Украине
- 3000 до н. э.: Джирофтская культура начинается в Иране
- 3000 до н. э.: Первое известное использование папируса древними египтянами
- 2800 до н. э.: Начинается фаза Кот-Диджи Индской цивилизации (в долине Инда)
- 2800 до н. э.: Династия Три властителя и пять императоров в Китае
- 2700 до н. э.: Древний дворец Минойской цивилизации. Город Кносс достигает населения в 80.000 человек
- 2700 до н. э.: Подъём Элама в Иране
- 2700 до н. э.: Древнее царство начинается в Египте
- 2600 до н. э.: Старейшая известная сохранившаяся литература: шумерские тексты из Абу Салабих, включая Наставления Шуруппака и Гимн храма Кеша.
- 2600 до н. э.: Начинается ступень Зрелая Хараппа (Mature Harappan) цивилизации долины Инда — Индской цивилизации (в современных Пакистане и Индии)
- 2600 до н. э.: Появление культуры Майя на полуострове Юкатан
- 2560 до н. э.: Фараон Хуфу́ (Хеопс) завершает Большую пирамиду в Гизе
- 2500 до н. э.: Мамонты вымерли (на острове Врангеля)
- 2200—2100 до н. э.: Засуха 2200 г. до н. э.: суровая ступень аридизации, похоже связанная с циклами Бонда, которая была отмечена по большинству мест в Северной Африке, Среднем Востоке и материковой Северной Америке. Относящиеся к нему засухи очень похоже подтолкнули к крушению Древнее царство в Египте и Аккад в Месопотамии.
- 2200 до н. э.: Завершение Стоунхенджа
- 2070 до н. э.: Юй Великий установил династию Ся в Китае
- 2000 до н. э.: Одомашнивание лошади
- 1800 до н. э.: Возникает алфавитная Протосинайская письменность
- 1700 до н. э.: Цивилизация долины Инда приходит к концу, но продолжается в Культуре кладбища H
- Начало культуры Поверти-Пойнт в Северной Америке
- 1600 до н. э.: Минойская цивилизация на Крите разрушена Минойским извержением на острове Тира (Фира, Санторин)
- 1600 до н. э.: Микенская цивилизация или Ахейская Греция
- 1600 до н. э.: Начало династии Шан в Китае, свидетельства полностью развитой Китайской письменности
- 1600 до н. э.: Начало верховенства Хеттов в восточной части окрестностей Средиземного моря
- 1500 до н. э.: Завершено составление Ригведы
- 1400—400 до н. э.: Цивилизация Ольмеков процветает в доколумбовой Мексике, во время собирания Месоамерики (Средняя Америка)
- 1200 до н. э.: Гальштатская культура
- 1200—1150 до н. э.: Катастрофа бронзового века в области Передняя Азия и Восточное Средиземноморье. Это также время обстановки Илиады и Одиссеи эпических поэм, которые написаны четырьмя веками позже.
- Около 1180 до н. э.: Распад державы Хеттов
- 1100 до н. э.: Распространяется использование железа
- 1046 до н. э.: Войско Чжоу, ведомое У-ваном, свергает последнего царя династии Шан; в Китае устанавливается династия Чжоу
- 1020—930 до н. э.: Начало объединённого Израильского царства
- 890 до н. э.: Приблизительная дата составления Илиады и Одиссеи
- 800 до н. э.: Подъём городов-государств Древней Греции

## Классическая античность
Классическая античность — это широкое понятие для длительного периода культурной истории вокруг Средиземного моря, включающее переплетение цивилизаций Древней Греции и Древнего Рима. Оно относится к эре Древней Греции и Древнего Рима. Древняя история включает в себя записанную греческую историю, начиная примерно с 776 г. до н. э. (первая Олимпиада). Это примерно совпадает с традиционной датой основания Рима в 753 г. до н. э. и началом истории Рима.
- 776 до н. э.: Первые записанные Олимпийские игры
- 753 до н. э.: Основание Древнего Рима (традиционная дата)
- 745 до н. э.: Тиглатпаласар III становится новым царем Ассирии. Со временем он покоряет соседние страны и превращает Ассирию в империю
- 728 до н. э.: Подъём Мидийской империи
- 722 до н. э.: Период Чуньцю начинается в Китае; династия Чжоу оканчивается; эра Сто школ
- 700 до н. э.: Строительство плотины в Марибе (Marib Dam) в Счастливой Аравии
- 660 до н. э.: Предполагаемая дата восхождения на престол Императора Дзимму, сказочного первого Императора Японии
- 653 до н. э.: Подъём Державы Ахеменидов
- 612 до н. э.: Союзу вавилонян, мидян и скифов удалось уничтожить Ниневию, что вызвало последующее падение Ассирийской державы
- 600 до н. э.: Шестнадцать Махаджанапад («Великих областей» или «Великих царств») появляются в Индии
- 600 до н. э.: Появляются свидетельства письменности в Оахака (штат), использовавшихся Сапотекской цивилизацией
- ок. 600 до н. э.: Царство Пандья в Южной Индии
- 586 до н. э.: Разрушение Первого Храма в Иерусалиме (Храм Соломона) вавилонянами
- 563 до н. э.: Будда Шакьямуни (Будда), основатель Буддизма рожден, как принц племени Шакья, которое правило частями  Магадха, одной из Махаджанапад
- 551 до н. э.: Конфуций, основатель Конфуцианства, родился
- 550 до н. э.: Основание персидской Державы Ахеменидов Киром II Великим
- 549 до н. э.: Родился Махавира, основатель Джайнизма
- 546 до н. э.: Кир II Великий свергает Крёза царя Лидии
- 544 до н. э.: Подъём Магадха, в качестве царствующей власти при Бимбисаре
- 539 до н. э.: Падение Вавилонии и освобождение Евреев Киром II Великим
- 529 до н. э.: Смерть Кира
- 525 до н. э.: Камбис II Персидский покоряет Египет
- около 512 до н. э.: Дарий I (Дарий Великий) Персидский, покоряет восточную Фракию, Древняя Македония подчиняется добровольно, и присоединяет к нему Ливию, Персидская держава в наивысшей ступени
- 509 до н. э.: Изгнание последнего царя Рима, основание Римской республики (традиционная дата)
- 508 до н. э.: Демократия установлена в Афинах
- около 500 до н. э.: Завершение книги Начала Евклида
- 500 до н. э.: Панини (Па́нини) упорядочил грамматику и морфологию Санскрита в тексте «Аштадхьяи» («Восьмикнижие»), упорядоченный Панини санскрит известен как классический санскрит
- 500 до н. э.: Пингала (Пингала́) использует ноль и Двоичную систему счисления
- 499 до н. э.: Наместник Милета Аристагор возбудил восстание эллинистической Малой Азии против Персидской Державы, начав Греко-персидские войны
- 490 до н. э.: Греческие города-государства опрокидывают персидское вторжение в Битве при Марафоне
- 483 до н. э.: Смерть Гаутама Буды (Будда Шакьямуни)
- 480 до н. э.: Персидское вторжение в Грецию Ксеркса I; сражение в Фермопилах и Битва при Саламине
- 479 до н. э.: Смерть Конфуция
- 475 до н. э.: Период Сражающихся царств начинается в Китае, когда династия Чжоу становится всего лишь подставными лицами; Китай захватывается местными воеводами
- 470/469 до н. э.: Рождение Сократа
- 465 до н. э.: Убийство Ксеркса I Персидского
- 458 до н. э.: Орестея Эсхила, единственная уцелевшая трилогия древнегреческих пьес, исполнявшихся Театром Древней Греции
- 449 до н. э.: Греко-персидские войны оканчиваются
- 447 до н. э.: Началось строительство Парфенона в Афинах
- 432 до н. э.: Строительство Парфенона завершено
- 431 до н. э.: Начало Пелопоннесской войны между греческими городами-государствами
- 429 до н. э.: Пьеса Софокла Царь Эдип исполняется впервые
- 427 до н. э.: Рождение Платона
- 424 до н. э.: Династия Нанда в Индии (Магадха) приходит к власти
- 404 до н. э.: Конец Пелопоннесской войны
- 400 до н. э.: Сапотекская цивилизация расцветает вокруг города Монте-Альбан
- 399 до н. э.: Смерть Сократа
- 384 до н. э.: Рождение Аристотеля
- 331 до н. э.: Александр Македонский победил царя Персии Дария III в Битве при Гавгамелах, завершив завоевание Персии
- 326 до н. э.: Александр Великий победил индийского царя Пора в Битве на Гидаспе
- 323 до н. э.: Смерть Александра Македонского в Вавилоне
- 321 до н. э.: Чандрагупта Маурья опрокидывает династию Нанда в Магадхе
- 305 до н. э.: Чандрагупта Маурья забирает сатрапии Парапонисадай (Paropanisadai) (Кабул), Ария (Герат), Арахосии (Qanadahar) и Гедросии (Белуджистан) у Селевка I Никатора, македонского сатрапа Вавилонии[фр.], в обмен на 500 слонов.
- 300 до н. э.: Строительство Великой пирамиды Чолула, крупнейшей в мире по объёму пирамиды (Пирамида Хеопса, построенная в 2560 г. до н. э. в Египте имеет 146.5 метров, что делает её на 91,5 метра выше), начинается в Чолула, Пуэбла, Мексика.
- 273 до н. э.: Ашока Великий становится императором Империи Маурьев
- 264 до н. э.: Начало Первой пунической войны
- 261 до н. э.: Война с государством Калинга
- 257 до н. э.: Династия Ан зыонг-выонг захватывает Вьетнам (тогда королевство Аулак)
- 250 до н. э.: Подъём Парфии (Ashkâniân), второй местной династии древней Персии
- 241 до н. э.: Поражение Карфагенского флота в битве при Эгатских островах приводит к окончанию Первой пунической войны
- 232 до н. э.: Смерть императора Ашока Великого; Упадок империи Маурьев
- 230 до н. э.: Появление Сатавахана в Южной Индии
- 221 до н. э.: Цинь Шихуанди объединяет Китай, конец Периода Сражающихся царств; отмечая начало имперского правления в Китае, которое длилось до начала 1912 г. Начинается строительство Великой китайской стены династией Цинь.
- 218 до н. э.: Начало Второй пунической войны
- 207 до н. э.: Царство Намвьет при Наньюэ простирается от Кантона (Гуанчжоу) до Северного Вьетнама
- 206 до н. э.: Династия Хань создана в Китае, после смерти Цинь Шихуанди; Китай в этот период официально становится конфуцианским государством и открывает торговые связи с Западом, то есть Великий шёлковый путь.
- 202 до н. э.: Публий Корнелий Сципион Африканский побеждает Ганнибала в Битве при Заме
- 201 до н. э.: Вторая пуническая война заканчивается победой Рима
- 200 до н. э.: El Mirador, крупнейший город ранней цивилизации Майя процветает
- 200 до н. э.: Бумага изобретена в Китае
- около 200 до н. э.: Династия Чера в Южной Индии
- 189—160 до н.э.: Правление в Великой Армении царя Арташеса I Благочестивого, начало династии Арташесидов
- 185 до н. э.: Основана империя Шунга на востоке Индии
- 149—146 до н. э.: Третья пуническая война между Римом и Карфагеном. Война заканчивается полным разрушением Карфагена, позволяя Риму завоевать современные Тунис и Ливию.
- 146 до н. э.: Римское завоевание Греции, см. Римская Греция
- 129 до н. э.: Римское завоевание Малой Азии
- 121 до н. э.: Римские войска входят в Галлию в первый раз
- 111 до н. э.: Первое китайское завоевание государства вьетов, преобладание над Вьетнамом в виде царства Намвьет
- около 100 до н. э.: Тамильское государство Чола на юге Индии
- 95—55 до н.э.: Правление царя царей Тиграна II Великого, Великая Армения стала мощной империей Ближнего Востока
- 74—71 до н. э.: Восстание Спартака
- 80 до н. э.: Основан город Флоренция
- 66 до н. э.: Арташатский мирный договор между Великой Арменией и Римом
- 49 до н. э.: Гай Юлий Цезарь и Гней Помпей Великий ведут между собой гражданскую войну
- 44 до н. э.: Юлий Цезарь убит Марком Юнием Брутом
- 40 до н. э.: Римское завоевание Египта
- 27 до н. э.: Создание Римской империи: Октавиану Августу дано звания принцепса и Августа римским сенатом — начало Pax Romana («Пакс Рома́на», лат. Римский мир). Создание влиятельной Преторианской гвардии для обеспечения безопасности императора.
- 18 до н. э.: В Корее начинается время Трех корейских государств. Перестраивается Второй Храм Иерусалима.
- 6 до н. э.: Самая ранняя расчетная дата рождения Иисуса из Назарета. Римское правопреемство: Гай Юлий Цезарь Випсаниан и Луций Юлий Цезарь Випсаниан воспитываются для правлению.
- 4 до н. э.: Широко принятая дата (Ашшер) рождения Иисуса Христа
- 9: Битва в Тевтобургском Лесу, самое кровопролитное поражение имперской Древнеримской армии
- 14: Смерть императора Октавиана Августа, вступление его приемного сына Тиберия на трон
- 26—34: Приблизительная дата Распятия Иисуса Христа
- 37: Смерть императора Тиберия, вступление его племянника Калигулы на трон
- 40: Рим покоряет Марокко
- 41: Император Калигула убит Римским Сенатом. Его дядя Клавдий преемствует ему
- 43: Римская империя входит в Британия в первый раз
- 54: Император Клавдий умирает и последуется его внучатым племянником Нероном
- 68: Император Нерон совершает самоубийство, вызывая Год четырёх императоров в Риме
- 70: Разрушение Иерусалима войсками императора Тита
- 79: Разрушение Помпеи вулканом Везувий
- 98: После двухлетнего правления император Нерва умирает по естественным причинам, его приемный сын Траян преемствует ему
- 106—117: Римская Империя в наибольшем размахе при императоре Траяне после завоевания сегодняшней Румынии, Ирака и Армении
- 117: Траян умирает по естественным причинам. Его приемный сын Адриан преемствует ему и уходит из Ирака и Армении
- 126: Адриан завершает Пантеон в Риме
- 138: Адриан умирает по естественным причинам. Его приемный сын Антонин Пий преемствует ему
- 161: Смерть Антонина Пия. Его правление было единственным, при котором Рим не вел войн
- 192: Царство Тямпа в Центральном вьетнамском нагорье Тэйнгуен
- 200-е: Буддистская держава Шривиджая устанавливается в морской юго-восточной Азии
- 220: Эпоха Троецарствия начинается поле падения династии Хань
- 226: Падение Парфянской державы и подъём Государства Сасанидов
- 238: Поражение Гордиана III (238—244), Филиппа I Араб (244—249), и Валериана I (253—260), Шапуром I Персидским (Валериан был захвачен персами).
- 280: У-ди (Западная Цзинь) установила династию Цзинь (265—420) обеспечив временное единство Китая после разрушительной Эпохи Троецарствия.
- 285: Диоклетиан становится императором Рима и разбивает Римскую Империю на Восточную Византийскую империю и Западную Римскую империю.
- 285: Диоклетиан начинает всеобщее гонение на христиан
- 292: Столица Римской империи официально перемещена в Медиоланум (современный Милан)
- 301: Диоклетианов указ о ценах
- 301: Великая Армения провозглашает христианство государственной религией
- 313: Миланский эдикт заявил, что Римская империя будет терпеть все виды вероисповедного поклонения
- 325: Константин I Великий устраивает Первый Никейский собор
- 330: Константинополь официально назван и становится столицей Восточной Римской Империи
- 335: Самудрагупта становится императором Государства Гуптов
- 337: Император Константин I Великий умирает, оставляя своих сыновей Констанция II, Константа I, и Константина II императорами Римской Империи
- 350: Констанций II остаётся единственным императором со смертью его двоих братьев
- 354: Рождение Аврелия Августина (Августи́на Блаже́нного)
- 361: Констанций II умирает, его двоюродный брат Юлиан Отступник преемствует ему
- 378: Адрианопольская битва (378), римское войско разбито племенами древних германцев
- 380: Римский император Феодосий I Великий объявляет арианскую христианскую веру еретической
- 395: Феодосий I Великий ставит вне закона все вероисповедания, кроме Католического христианства
- 406: Римляне ушли из Британии
- 407—409: Вестготы и другие германские племена проходят в Римскую Галлию в первый раз
- 410: Вестготы разграбляют Рим (410), впервые с 390 до н. э.
- 415: Германские племена входят в Испанию
- 429: Вандалы входят в Северную Африку из Испании в первый раз
- 439: Вандалы покорили земли простирающиеся от Марокко до Туниса к этому времени
- 455: Вандалы разграбляют Рим, захватывают Сицилию и Сардинию
- c. 455: Скандагупта отражает нападение Индо-Эфталитов на Индию
- 476: Ромул Август, последний император Западной Римской империи принужден к отречению Одоакром, вождем древнегерманских Герулов; Одоакр возвращает императорские знаки власти императору Византийской империи Флавию Зенону в Константинополь в обмен на звание дукса (воеводы) Италии; наиболее часто приводимая дата конца древней истории.

## Конец древней истории в Европе
Дата, используемая как конец древней эпохи является произвольной. Переходный период от античности к раннему средневековью известна, как поздняя античность. Поздняя античность является периодизацией, используемой историками для описания переходных столетий, от классической древности к средневековью, в материковой Европе и в средиземноморском мире: как правило, с конца кризиса Римской империи третьего века (около 284 года н. э.) до исламского завоевания и реорганизации Византийской империи при Ираклие. В раннее средневековье — период в истории Европы после падения Западной Римской империи, охватывающий примерно пять веков от 500-го до 1000-го года. Не все историки согласуются в годах прекращения времени древней истории, которые часто падают где-то в 5-м, 6-м или 7-м веке. Западные ученые обычно связывают дату окончания истории Древнего мира с падением Рима в 476 году н. э., со смертью императора Юстиниана I в 565 году н. э., или с пришествием ислама в 632 году н. э., как концом древней европейской истории.

## Карты

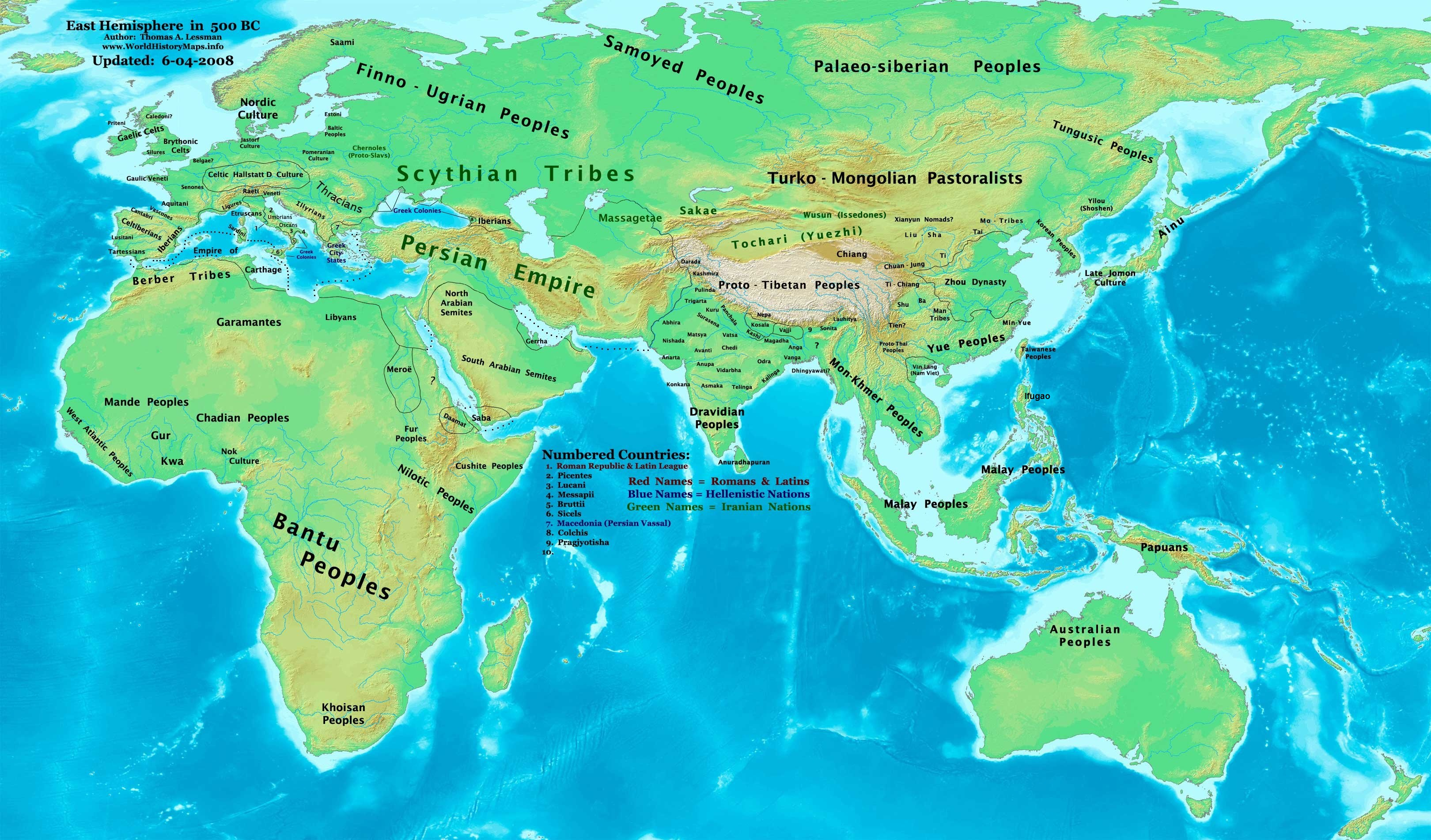
Восточное полушарие в 500 до н.э.
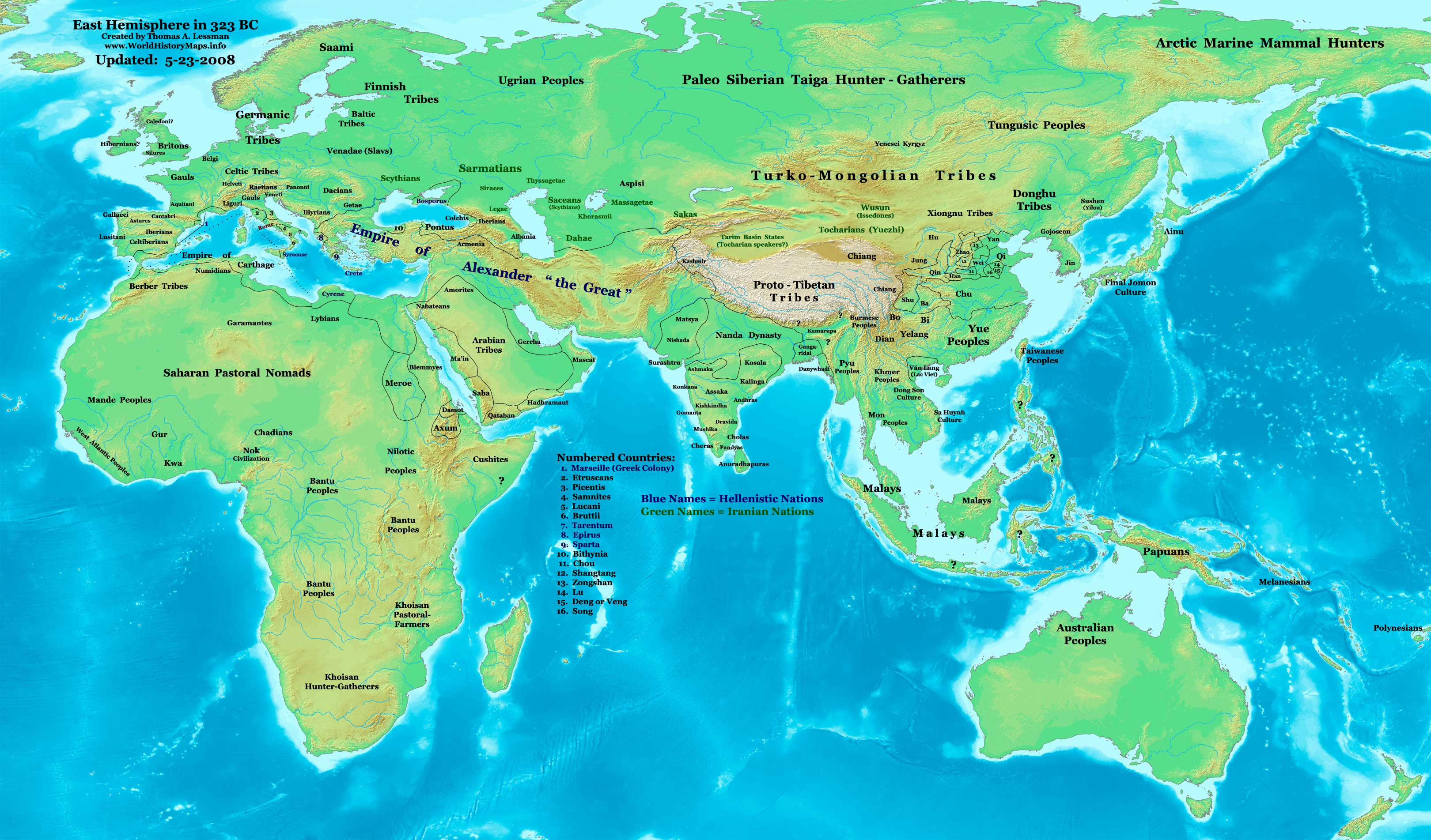
Восточное полушарие в 323 до н.э.
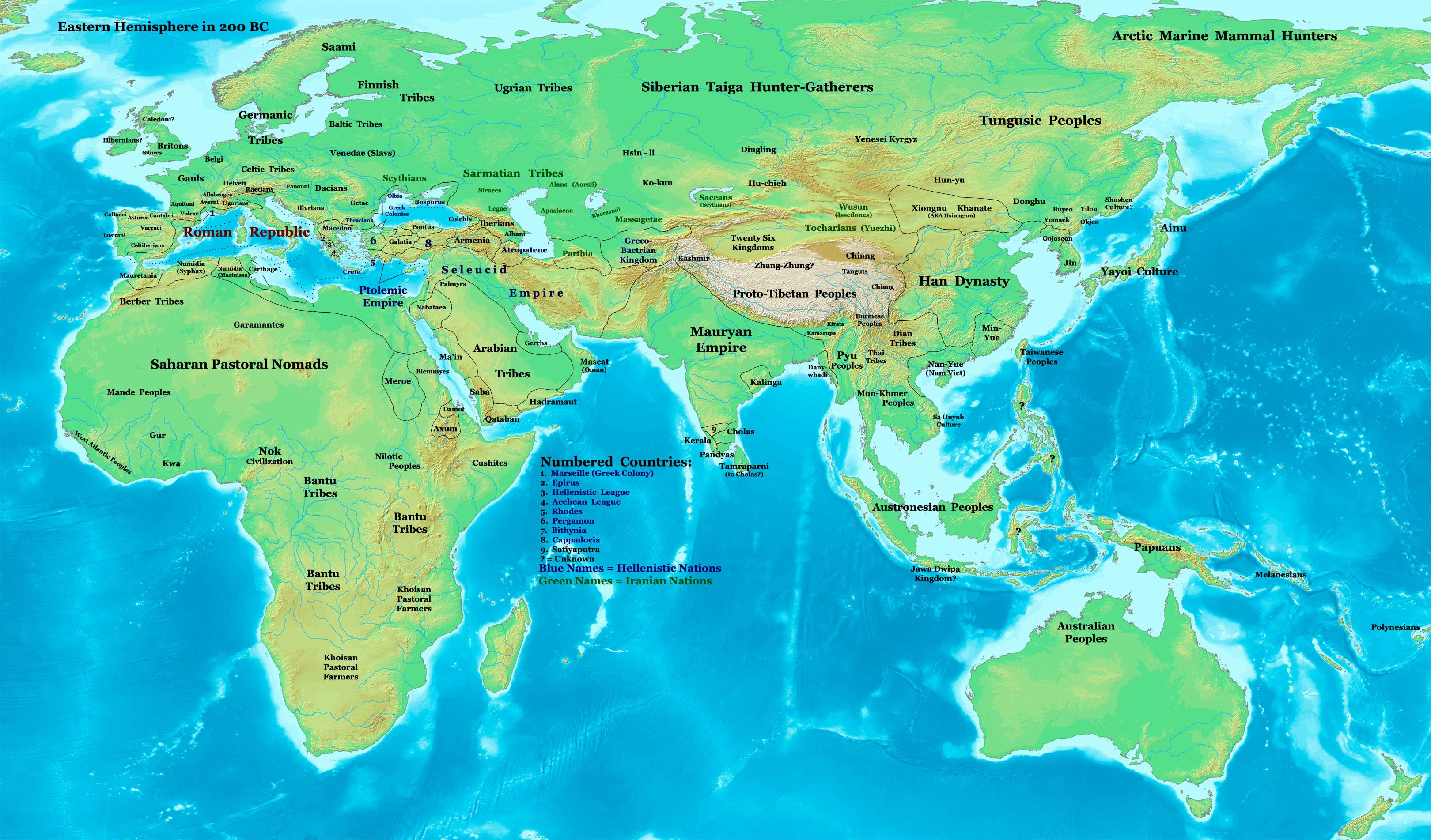
Восточное полушарие в 200 до н.э.
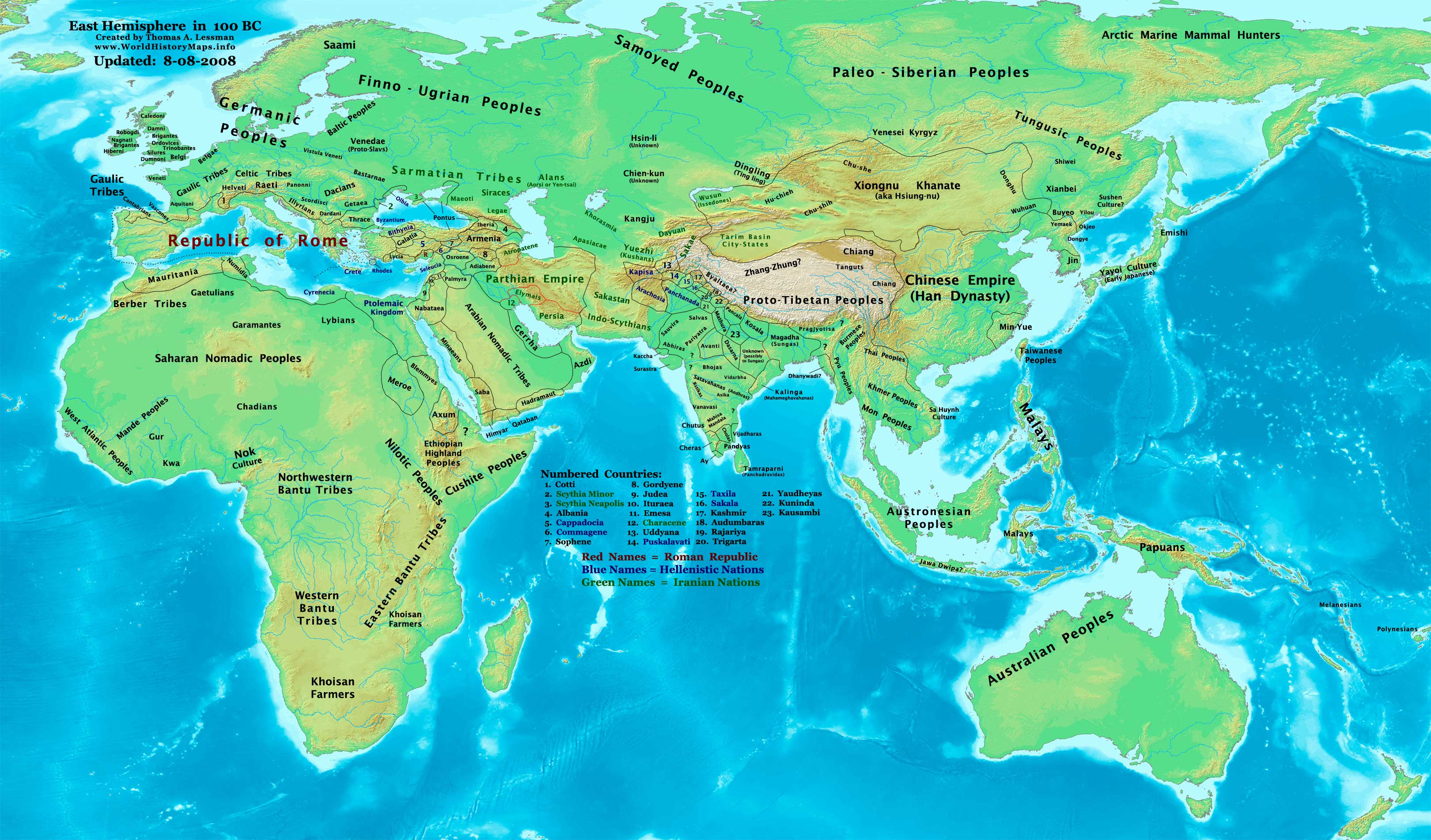
Восточное полушарие в 100 до н.э.
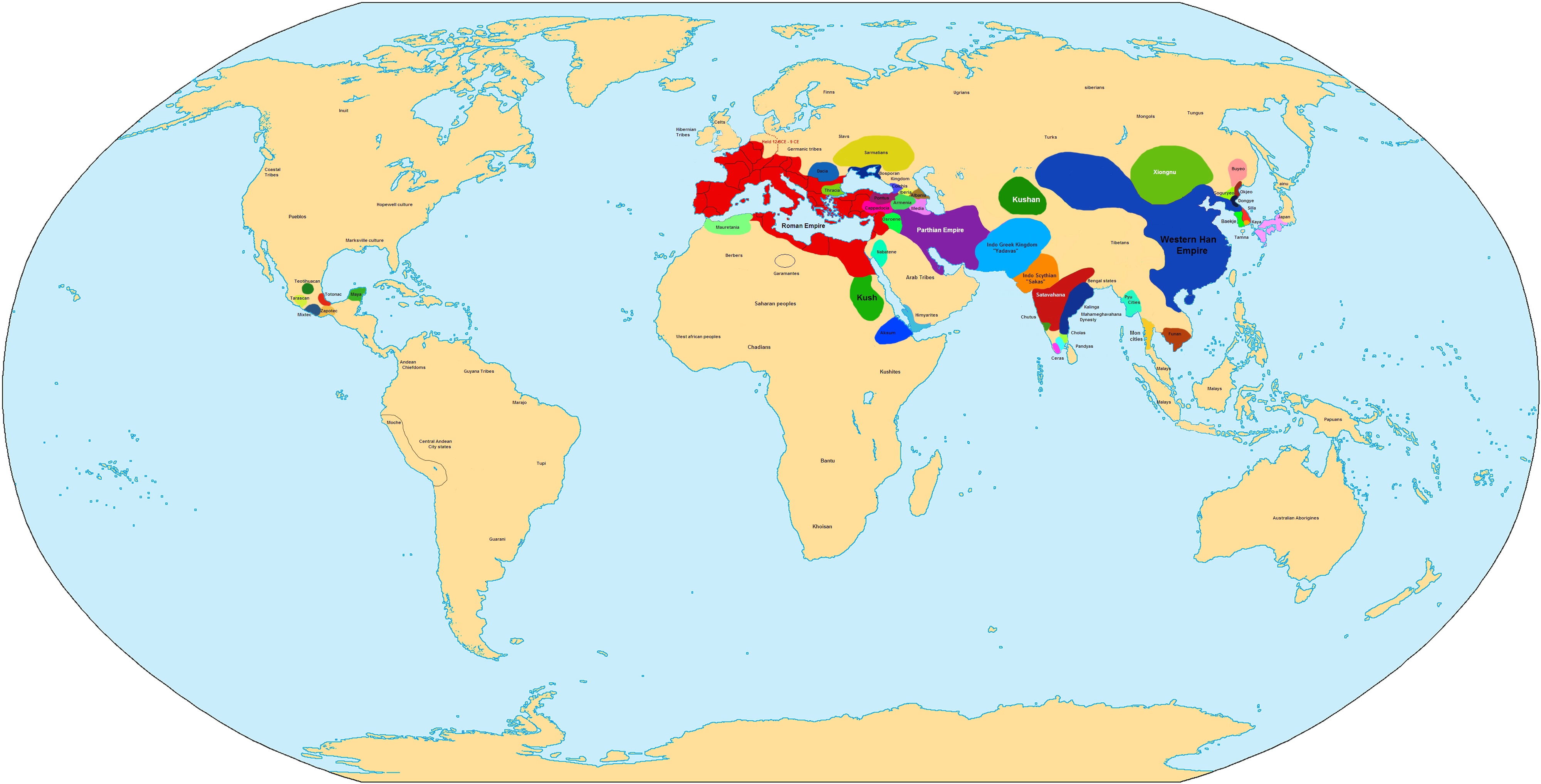
Мир в  1 г. н.э.
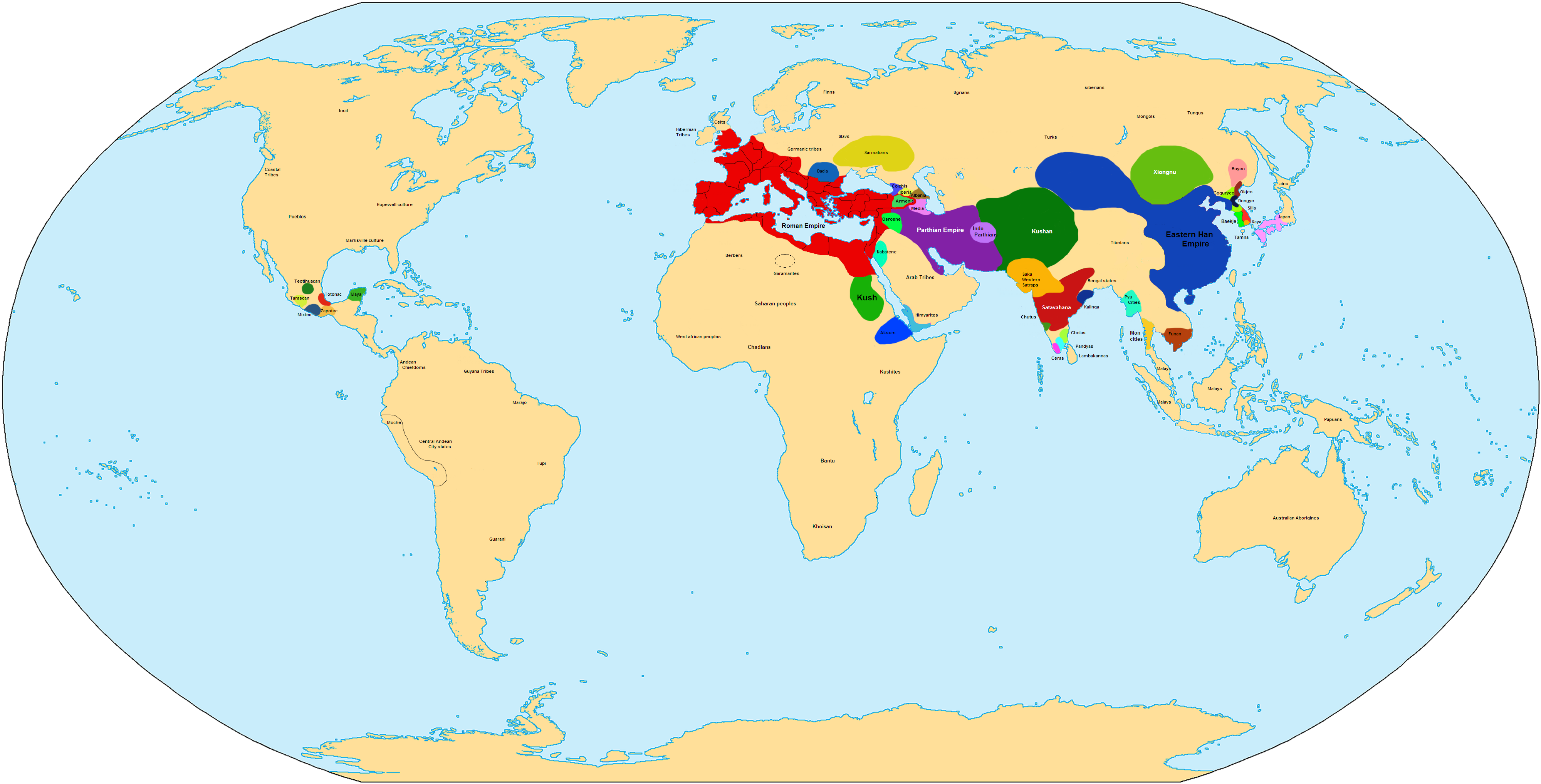
Мир в 100 г. н.э.
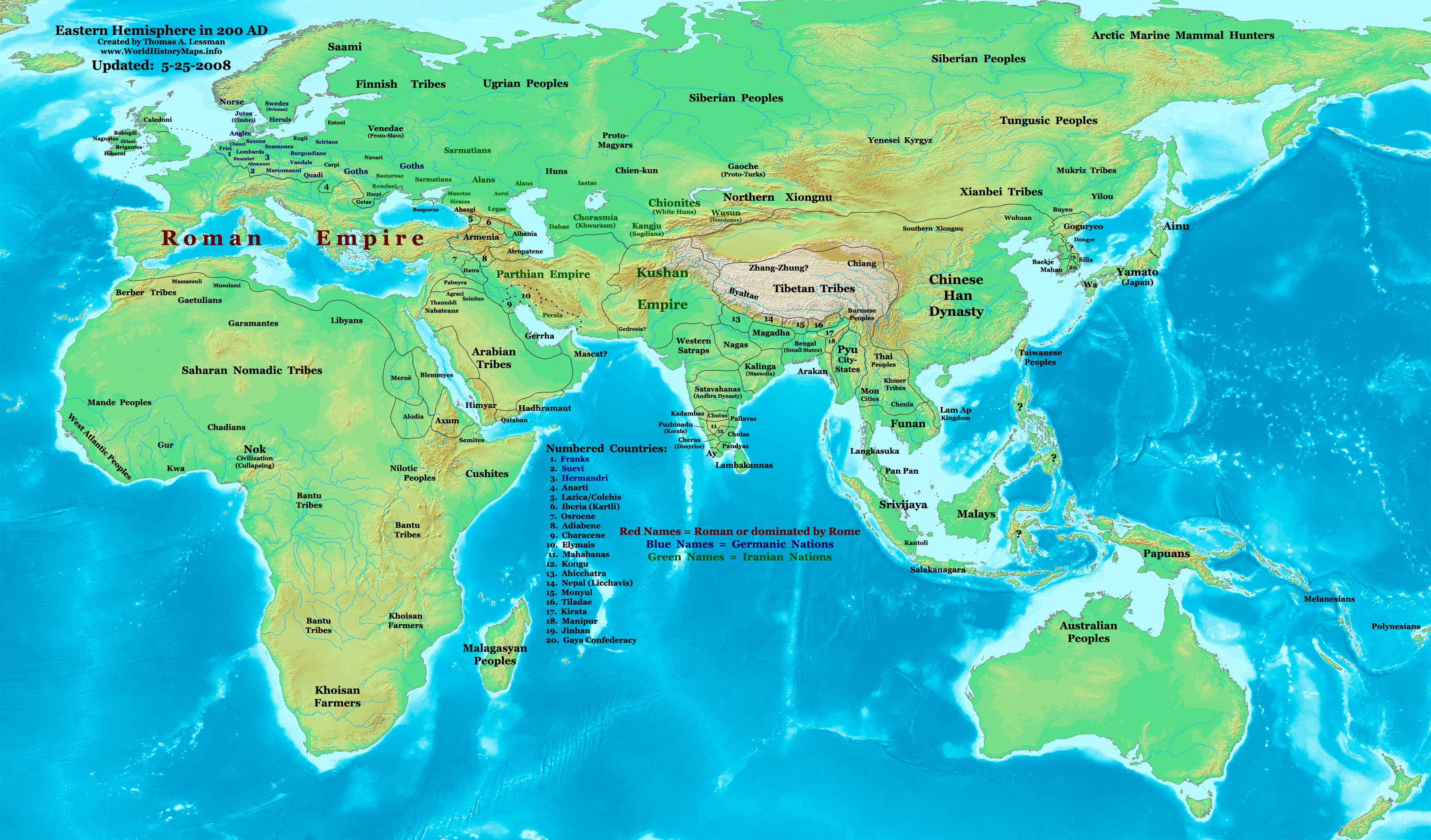
Восточное полушарие в 200.
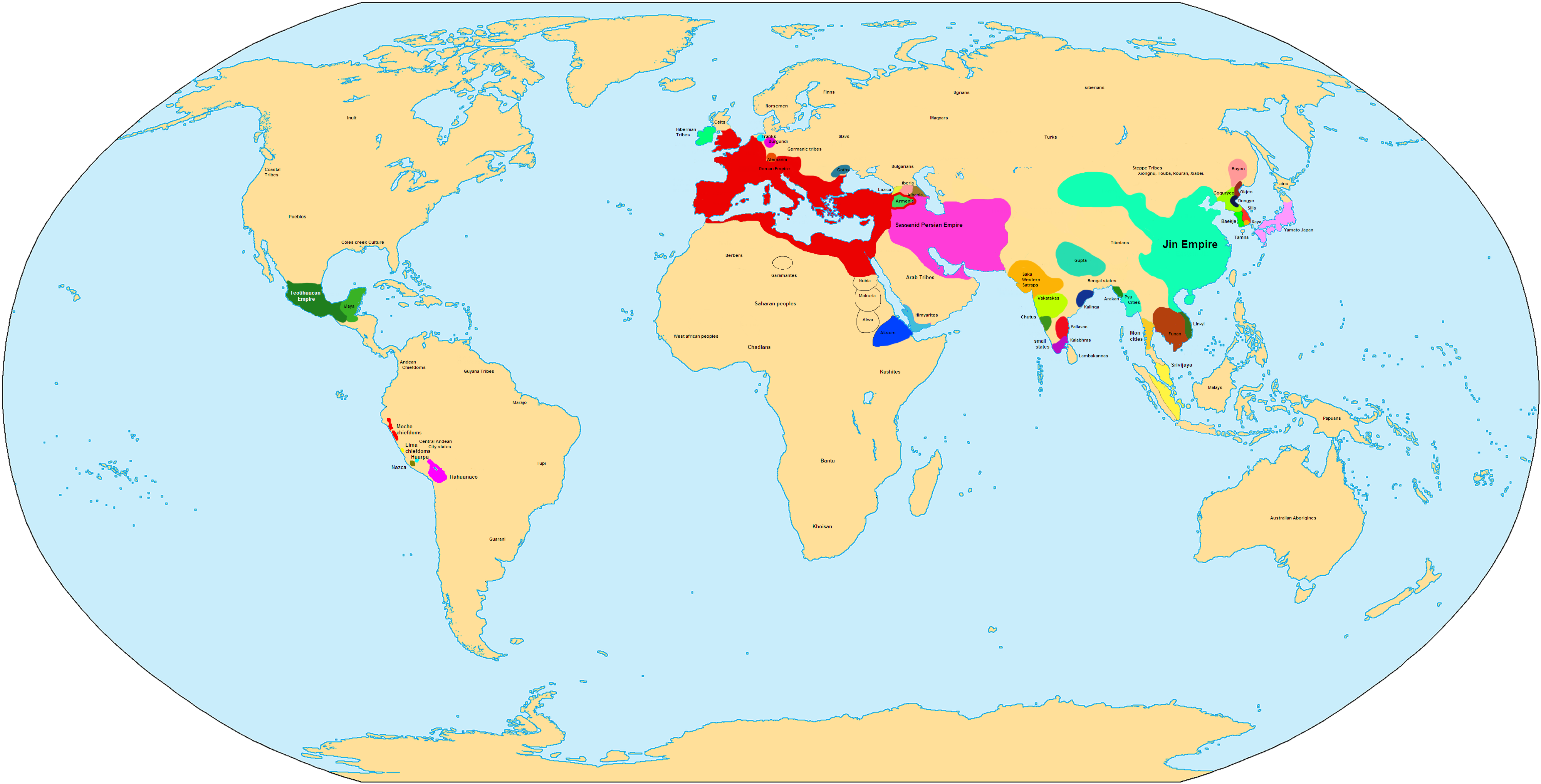
Мир в 300.
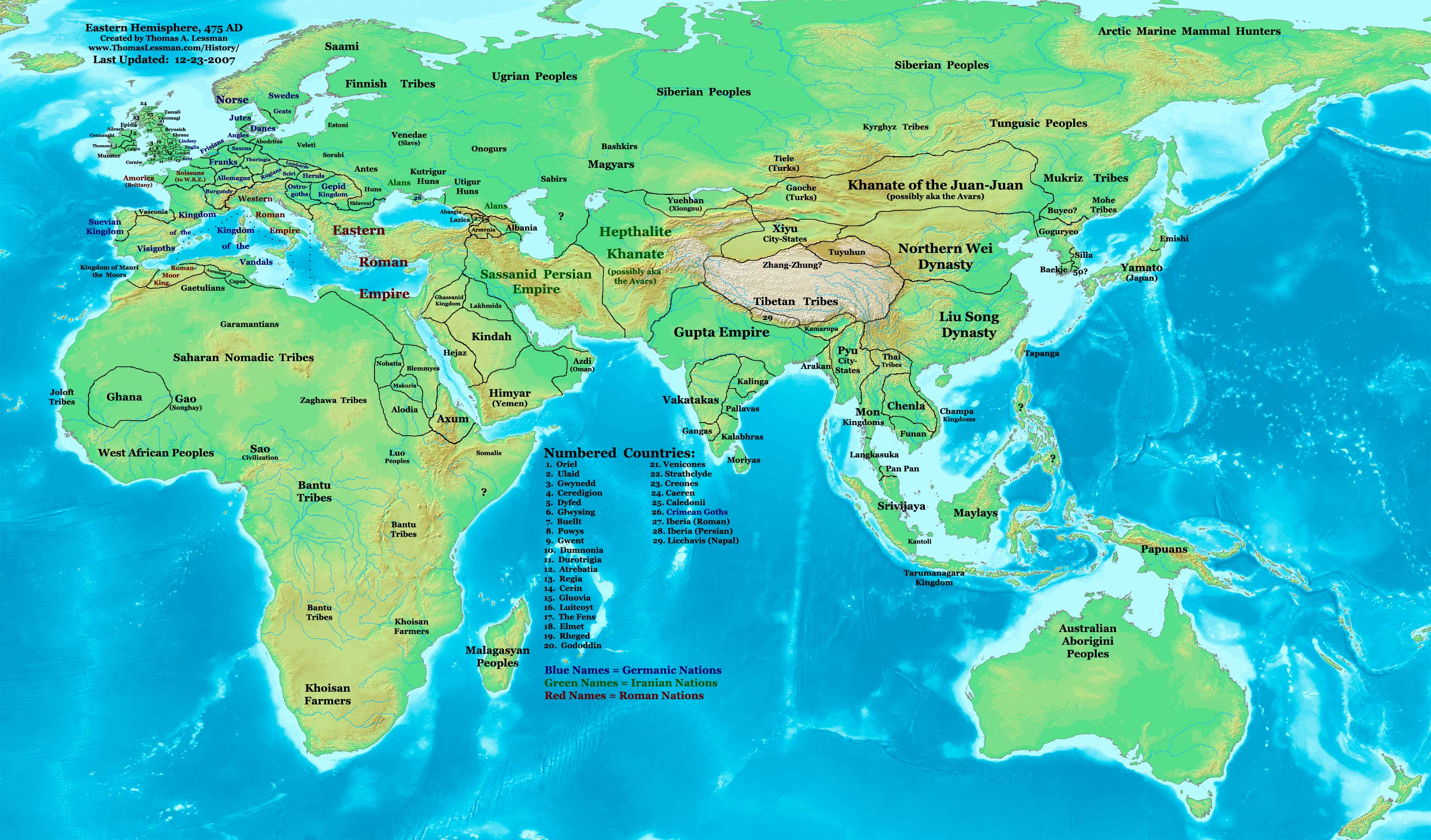
Восточное полушарие в 476.